# Пустелі Аравійського півострова
Араві́йська пусте́ля (араб. ٱلصَّحْرَاء ٱلْعَرَبِيَّة) — великий пустельний екорегіон в Західній Азії, що охоплює майже весь Аравійський півострів. З площею 2,33 млн км², це друга за величиною спекотна пустеля у світі після Сахари та п'ята за загальною площею. Вона є продовженням великого поясу пустель, що простягається від Сахари через Синайський півострів.
Пустеля розташована на території дев'яти країн: Саудівської Аравії, Йорданії, Іраку, Кувейту, Катару, Бахрейну, ОАЕ, Оману та Ємену. Її центральну і південну частини займає Руб-ель-Халі, один із найбільших суцільних піщаних масивів на планеті, відомий як «Порожній квартал».
Екорегіон характеризується екстремальними кліматичними умовами, гіперпосушливістю, унікальною біотою, адаптованою до виживання, та глибокою культурно-історичною спадщиною. Археологічні дані свідчать про те, що в минулому клімат регіону був значно вологішим, що дозволяло існувати тут річкам, озерам і саванам, які підтримували життя ранніх людських популяцій. Пустеля відіграє ключову роль у світовій економіці завдяки величезним покладам нафти та природного газу, відкриття яких у XX столітті докорінно змінило регіон.

## Геологічна історія
Формування Аравійської пустелі пов'язане з геологічною історією Аравійської плити. Протягом більшої частини фанерозойського еону ця територія була покрита мілководним морем Тетіс, де накопичувалися потужні шари осадових порід, багатих на органічні рештки, що згодом стали джерелом вуглеводнів. Підняття плити, особливо в олігоцені та міоцені, пов'язане з рифтогенезом у Червоному морі та Аденській затоці, призвело до відступу моря та оголення цих осадових формацій. Глобальні кліматичні зміни, зокрема посилення мусонних циклів та початок льодовикових періодів у плейстоцені, спричинили аридизацію (опустелювання) регіону.

## Рельєф та основні регіони
Рельєф Аравійської пустелі надзвичайно різноманітний і включає кілька типів ландшафтів:
- Ерги (піщані моря): величезні території, вкриті піщаними дюнами.[1]
- Гамади: кам'янисті плато, з поверхні яких вітер здув дрібні частинки.[1]
- Регі (серіри): гравійні рівнини.[9]
- Ваді: сухі річкові долини, які заповнюються водою лише після рідкісних злив.[1]
- Себхи: солончакові западини, що утворюються в місцях випаровування води.[8]

Пустеля поділяється на кілька географічних регіонів, кожен з яких має унікальні характеристики:

#### Руб-ель-Халі(«Порожній квартал»)
Це найбільша у світі безперервна піщана пустеля (ерг), що займає площу близько 650 000 км² на території Саудівської Аравії, Оману, ОАЕ та Ємену. Ландшафт характеризується різноманітними типами дюн: лінійними, барханами та гігантськими зіркоподібними дюнами, висота яких може перевищувати 250 метрів. Регіон є одним із найпосушливіших місць на Землі, з річною кількістю опадів менше 35 мм.

#### Великий Нефуд
Велика піщана пустеля (площа близько 65 000 км²) на півночі Аравійського півострова. Вона відома своїми яскраво-червоними пісками (через високий вміст оксиду заліза) та масивними поперечними дюнами, що можуть сягати 90 метрів у висоту. Взимку тут випадає більше опадів, ніж у Руб-ель-Халі, що підтримує ріст сезонних трав.

#### Дехна
Довга (близько 1300 км) і вузька смуга червоних пісків, що простягається від Нефуду на півночі до Руб-ель-Халі на півдні, утворюючи дугу. Вона слугує своєрідним мостом між двома великими пустелями і є важливим пасовищем для бедуїнів після дощів.

#### Вахіба
Піщана пустеля в Омані, що займає площу близько 12 500 км². Вона відокремлена від Руб-ель-Халі та має унікальну біоту, включаючи багато ендемічних видів. Регіон є популярним місцем для туризму та наукових досліджень через чітко визначені межі та різноманітність дюн.

## Клімат
Клімат Аравійської пустелі є одним з найекстремальніших у світі. Він класифікується як спекотний пустельний клімат (BWh за класифікацією Кеппена).
- Температура: Середні літні температури коливаються близько 40 °C,[1] але часто перевищують 50 °C.[9] Рекордно високі температури сягають 55 °C.[15] Добові коливання є значними: після спекотного дня нічна температура може різко впасти.[1] Взимку вночі можливі заморозки, особливо у північних та гірських районах, де температура може опускатися до -12 °C.[16]
- Опади: Рівень опадів вкрай низький, в середньому 80–100 мм на рік,[16] але розподілені вони дуже нерівномірно.[9] Більшість опадів випадає у вигляді коротких інтенсивних злив між листопадом і квітнем.[16] У Руб-ель-Халі дощі можуть не йти роками.[10]
- Вітри: Сильні вітри є характерною рисою пустелі.[1] Хамсин — північно-західний вітер, що дме навесні та влітку,[16] часто спричиняючи потужні піщані та пилові бурі, які можуть тривати кілька днів і значно погіршувати видимість.[16]

## Рослинний і тваринний світ
Незважаючи на суворі умови, пустеля підтримує дивовижне біорізноманіття.

### Адаптації до умов пустелі
Виживання в пустелі вимагає унікальних адаптацій:
- Фізіологічні: Багато тварин є нічними, щоб уникнути денної спеки.[17] Вони мають ефективні механізми збереження води, наприклад, виробляють концентровану сечу (як верблюд або орикс).[17]
- Поведінкові: Тварини ховаються в норах або в тіні скель протягом дня.[17] Деякі, як піщана газель, можуть долати величезні відстані в пошуках їжі та води.[4]
- Рослинні: Рослини-ксерофіти мають глибоку кореневу систему, маленьке листя (або колючки) для зменшення випаровування, та восковий наліт.[18] Деякі рослини-ефемери проростають, цвітуть і дають насіння лише за кілька днів після дощу.[18]

### Флора
Флора Аравійської пустелі налічує близько 3000 видів, багато з яких є ендемічними. Рослинність сильно залежить від наявності води і зосереджена у ваді, оазисах та напівпустельних районах. Типові представники:
- Дерева: Акація, прозопіс (гаф), Тамариск.[18]
- Чагарники: Полин, саксаул.[18]
- Трави та квіти: Після дощів пустеля може вкриватися килимом із сезонних квітів, таких як пустельна троянда та різноманітні види астрагалу.[19]

### Фауна
Фауна пустелі включає види, що пристосувалися до спеки та посухи.
- Ссавці: Близько 102 видів.[20] Серед них Аравійський орикс (успішно реінтродукований після зникнення в дикій природі),[21] Піщаний кіт,[22] Газель піщана, газель-доркас,[23] Каракал, Гієна смугаста, Шакал звичайний, червоний лис, Фенек, Медоїд.[20][1]
- Птахи: Понад 310 видів, як осілих, так і мігруючих.[20] Типові види включають Рябок, Жайворонок пустельний, Сип білоголовий,  також хижих птахів, таких як Сокіл балабан.[24]
- Рептилії та комахи: Пустеля кишить рептиліями, такими як Шипохвости, Варан сірий, Єхидна плямиста, Рогата гадюка пустельна.[25] Серед комах поширені скарабеї, скорпіони та фаланги.[17]

## Історія та археологія

### Доісторичний період: «Зелена Аравія»
Всупереч сучасному образу, Аравія переживала періоди значного зволоження, відомі як «Зелена Аравія». Під час Міжльодовиків'я мусонні дощі проникали далеко на північ, перетворюючи пустелю на савану з річками, озерами та болотами. Останні дослідження виявили сліди понад 10 000 стародавніх озер. Ці вологі періоди дозволяли раннім гомінінам, включаючи Homo sapiens, розселятися з Африки на територію Азії. Археологи знайшли численні кам'яні знаряддя праці палеолітичного та неолітичного періодів, а також скам'янілі кістки слонів, бегемотів та інших тварин савани.

### Монументальна архітектура давнини
З висиханням клімату близько 7000-8000 років тому люди почали створювати монументальні кам'яні споруди.
- Мустатілі: (з араб. «прямокутник») — це величезні прямокутні кам'яні споруди, довжиною до 600 метрів, знайдені на півночі Аравії.[27] Їхній вік сягає 7000 років, що робить їх старішими за єгипетські піраміди.[27] Всередині мустатілів знаходять кістки тварин (переважно великої рогатої худоби), що вказує на їхнє ритуальне призначення, можливо, як місця для жертвоприношень.[27]
- «Пустельні змії» (Kites): Це масштабні кам'яні структури, що складаються з довгих стін, які сходяться до загону.[28] Вони використовувалися для масового полювання на диких тварин, таких як газелі.[28]

### Наскельне мистецтво та торгові шляхи
Тисячі петрогліфів, знайдених по всій пустелі, зображують сцени полювання, одомашнених тварин (верблюдів, коней), людські постаті та абстрактні символи. Вони є безцінним джерелом інформації про життя, вірування та зміни в навколишньому середовищі.
З одомашненням верблюда близько 3000 років до н. е. пустеля перетворилася з бар'єру на міст. Через неї пролягли трансконтинентальні торгові шляхи, найвідомішим з яких був Шлях пахощів. Цим шляхом каравани перевозили ладан та мирру з півдня Аравії (сучасний Ємен та Оман) до портів Середземномор'я. Це сприяло розквіту таких цивілізацій, як Набатейське царство (зі столицею в Петрі) та Сабейське царство.

## Населення та культура

### Бедуїни: традиційний спосіб життя
Історично Аравійська пустеля була домом для бедуїнів — кочових племен, чиє життя оберталося навколо верблюда. Верблюд давав молоко, м'ясо, шерсть для одягу та був основним транспортним засобом. Суспільство було організоване за племінним принципом, де лояльність до родини та клану була найвищою цінністю. Бедуїнська культура славиться своєю гостинністю, складною усною поезією, що оспівує любов, війну та життя в пустелі, а також глибокими знаннями астрономії (для навігації) та слідопитства.

### Фольклор та міфологія
Пустеля є джерелом багатого фольклору. У ньому фігурують джини — духи, що можуть бути як добрими, так і злими, і мешкають у безлюдних місцях. Легенди розповідають про загублені міста, такі як Ірам в пустелі Руб-ель-Халі, що був нібито знищений Богом за гріхи його мешканців. Інші міфічні істоти, як-от гуль, є перевертнями, що заманюють подорожніх на смерть.

## Економіка та ресурси

### Нафта і газ: основа економіки
Відкриття комерційних покладів нафти в 1938 році в Саудівській Аравії стало поворотною точкою в історії регіону. Доходи від експорту вуглеводнів дозволили країнам Перської затоки здійснити стрімкий стрибок у розвитку, побудувати сучасні міста, інфраструктуру та системи соціального забезпечення. Під пісками Аравійської пустелі знаходяться одні з найбільших у світі нафтових родовищ, зокрема Гавар — найбільше у світі за запасами.

### Розвиток нових секторів
Розуміючи скінченність вуглеводневих ресурсів, країни регіону активно диверсифікують свої економіки.
- Відновлювана енергетика: Високий рівень сонячної радіації робить пустелю ідеальним місцем для сонячних електростанцій.[36]
- Гірничодобувна промисловість: Ведеться розвідка та видобуток фосфатів, бокситів, золота та інших корисних копалин.[1]

## Туризм та рекреація
Інвестуються мільярди доларів у розвиток туристичних проєктів, таких як історико-культурний центр Аль-Ула та футуристичне місто Неом у Саудівській Аравії.
Аравійська пустеля пропонує широкий спектр туристичних розваг.
- Пустельні сафарі: Екстремальні поїздки на позашляховиках по дюнах (дюнинг або dune bashing) є надзвичайно популярними, особливо в ОАЕ.[39]
- Сендбординг: Катання на дошці з високих піщаних дюн, що є пустельним аналогом сноубордингу.[40]
- Спостереження за зірками: Віддалені райони пустелі, вільні від світлового забруднення, є одними з найкращих місць у світі для астротуризму.[41] У Саудівській Аравії створюються «парки темного неба».[42]
- Культурний туризм: Відвідування бедуїнських таборів, знайомство з їхньою кухнею, музикою, соколиним полюванням та катання на верблюдах.[43]
- Пригодницький туризм: Трекінг, пішохідний туризм та катання на гірських велосипедах по маркованих стежках у таких місцях, як Ваді-Рам у Йорданії.[44]

## Екологічні проблеми та природоохоронні заходи
Крихка екосистема Аравійської пустелі стикається з серйозними загрозами.

### Проблеми
- Деградація земель: Надмірне випасання худоби та нерегульований рух транспорту знищують рослинний покрив, що призводить до ерозії ґрунту.[45]
- Водний стрес: Надмірне використання підземних вод для сільського господарства та міських потреб виснажує невідновлювані водоносні горизонти.[8]
- Забруднення: Промислові викиди, розливи нафти та забруднення пластиком завдають шкоди дикій природі.[46]
- Браконьєрство: Незаконне полювання в минулому поставило на межу зникнення багато видів, зокрема аравійського орикса та леопарда.[47]

### Природоохоронні заходи
- Створення заповідників: Країни регіону створили мережу природоохоронних територій.[48] Найвідоміші — Урук-Бані-Маарід (Саудівська Аравія), Дубайський пустельний заповідник (ОАЕ), Заповідник аравійського орикса (Оман).[49]
- Програми реінтродукції: Успішні програми з розведення в неволі та повернення в дику природу аравійського орикса, газелей та інших видів є прикладом ефективних природоохоронних зусиль.[47]
- Розвиток екотуризму: Сприяння сталому туризму, який мінімізує вплив на довкілля та підтримує місцеві громади.[50]

## Аравійська пустеля в культурі
Аравійська пустеля завжди захоплювала уяву людей і знайшла відображення у світовій культурі.
- Література: Класичними творами є «Сім стовпів мудрості» Т. Е. Лоуренса та «Аравійські піски» Вілфреда Тезігера, які описують подорожі пустелею та життя бедуїнів.[52]
- Кіно: Епічні пейзажі пустелі стали тлом для багатьох відомих фільмів, зокрема «Лоуренс Аравійський» (1962), знятого у Ваді-Рам,[53] а також для сучасних блокбастерів, як-от «Дюна» та «Зоряні війни».[51]
- Символізм: У культурі пустеля часто символізує випробування, духовний пошук, чистоту та вічність.[30] Вона є центральним елементом в історії ісламу.[31]

## Галерея

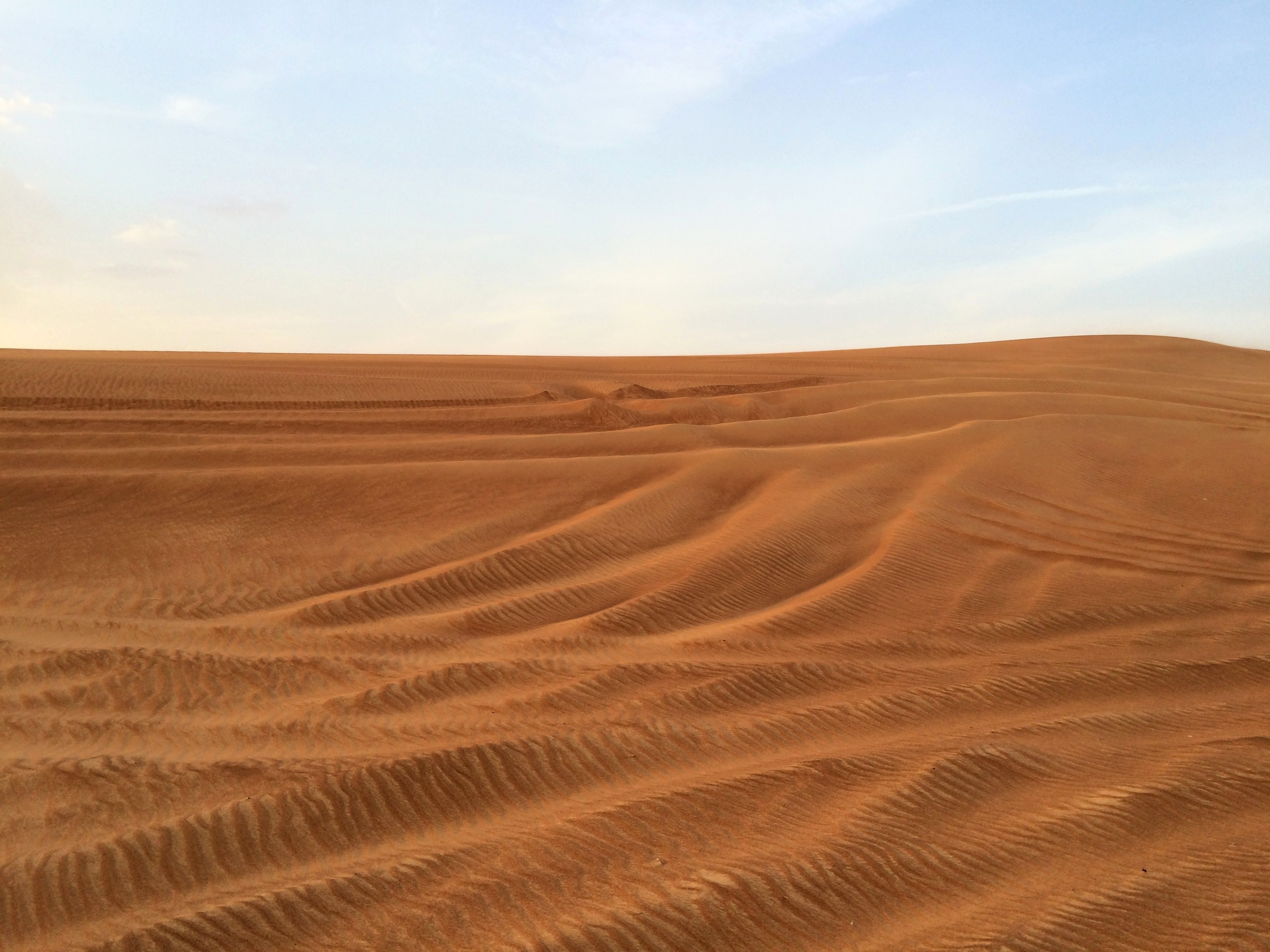
Піщані дюни в Аравійській пустелі
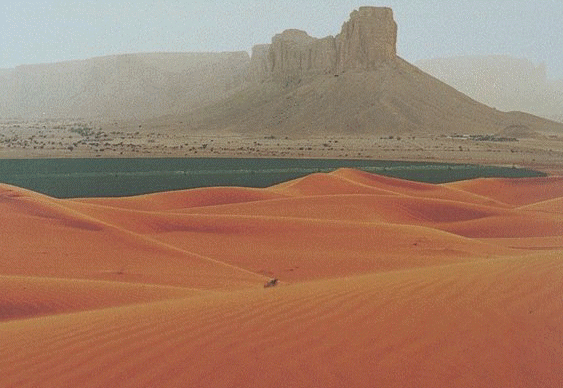
Анімований вид на пустелю в Саудівській Аравії
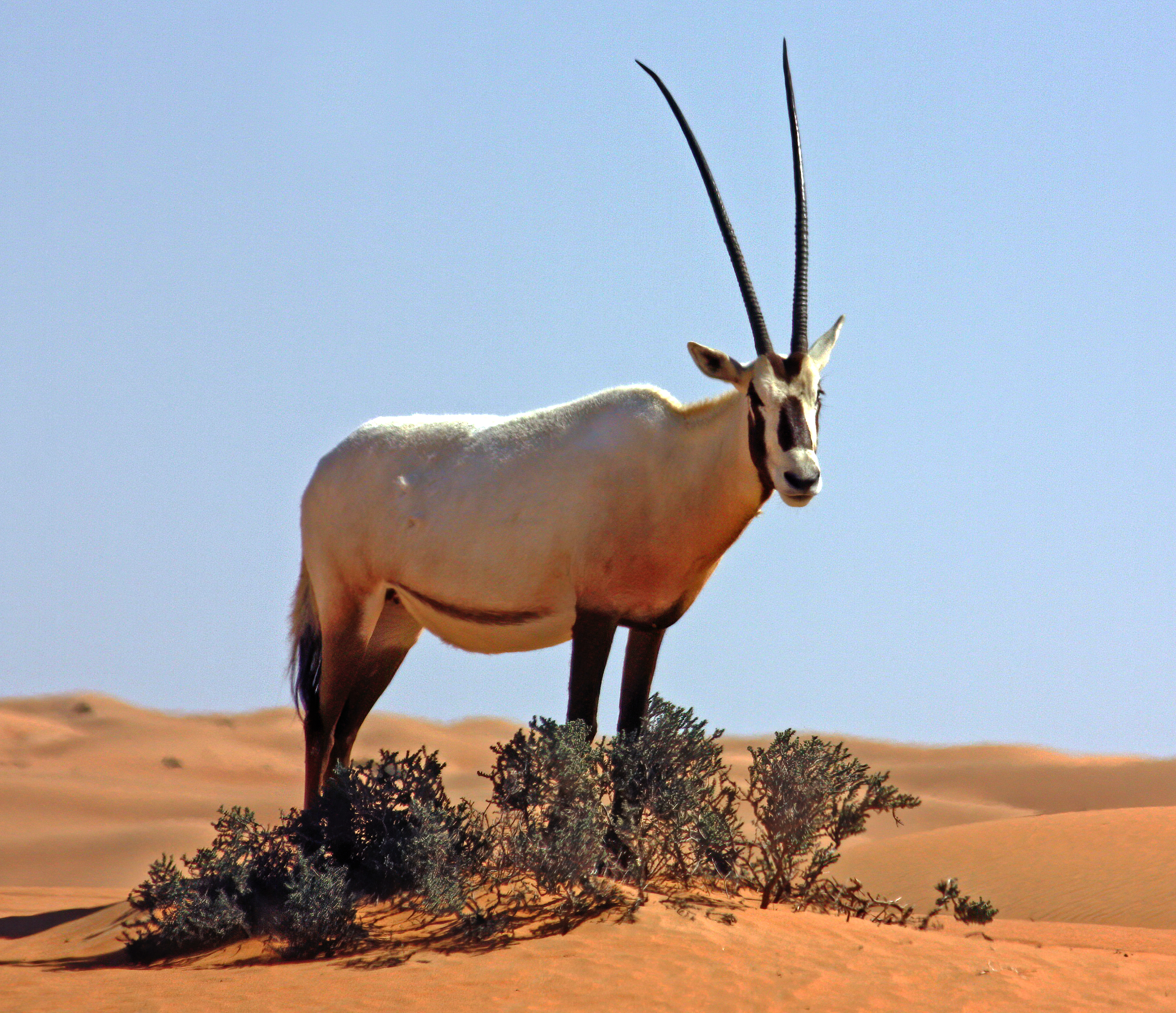
Аравійський орикс, реінтродукований вид
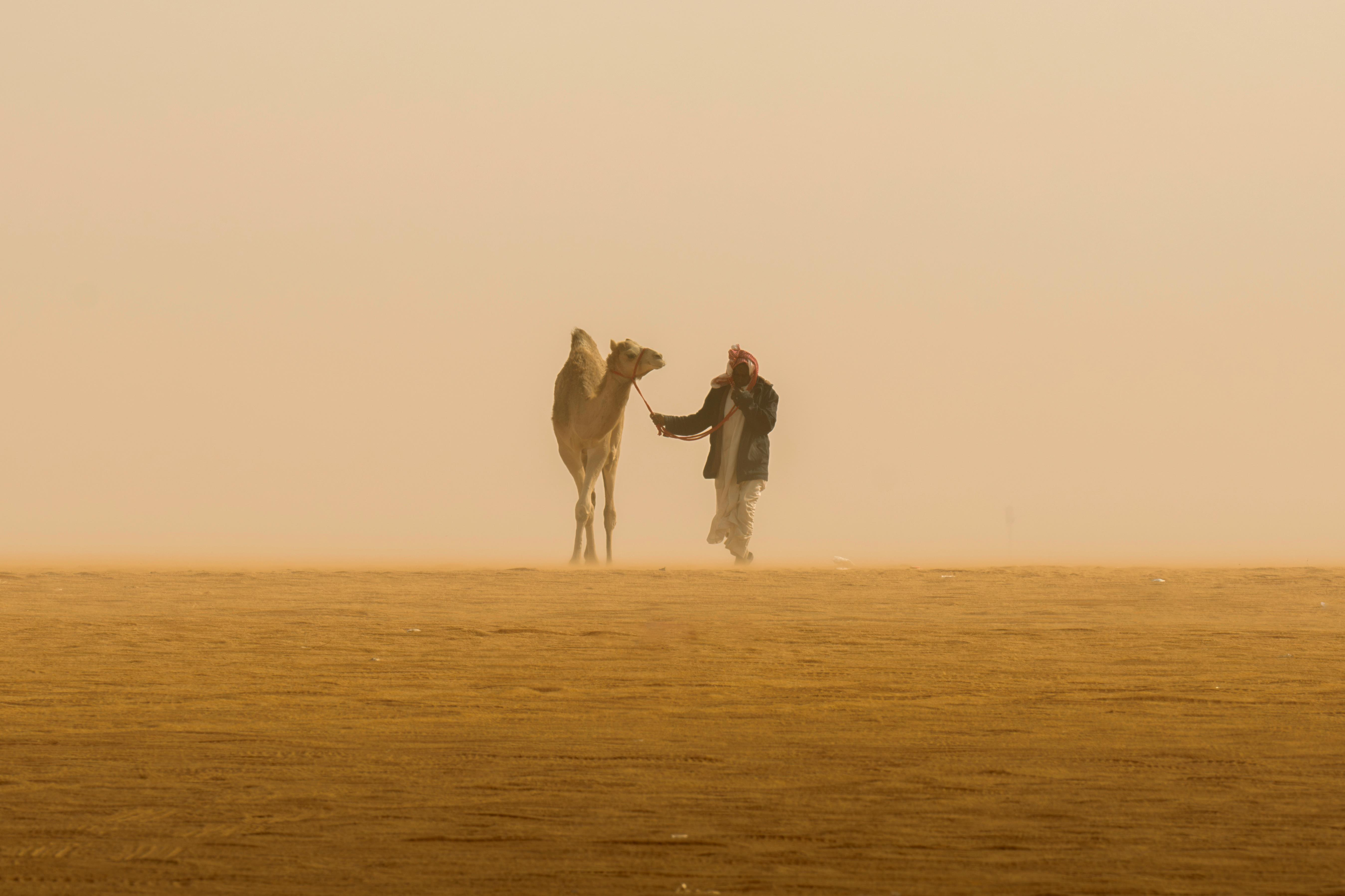
Пастух-бедуїн веде свого верблюда
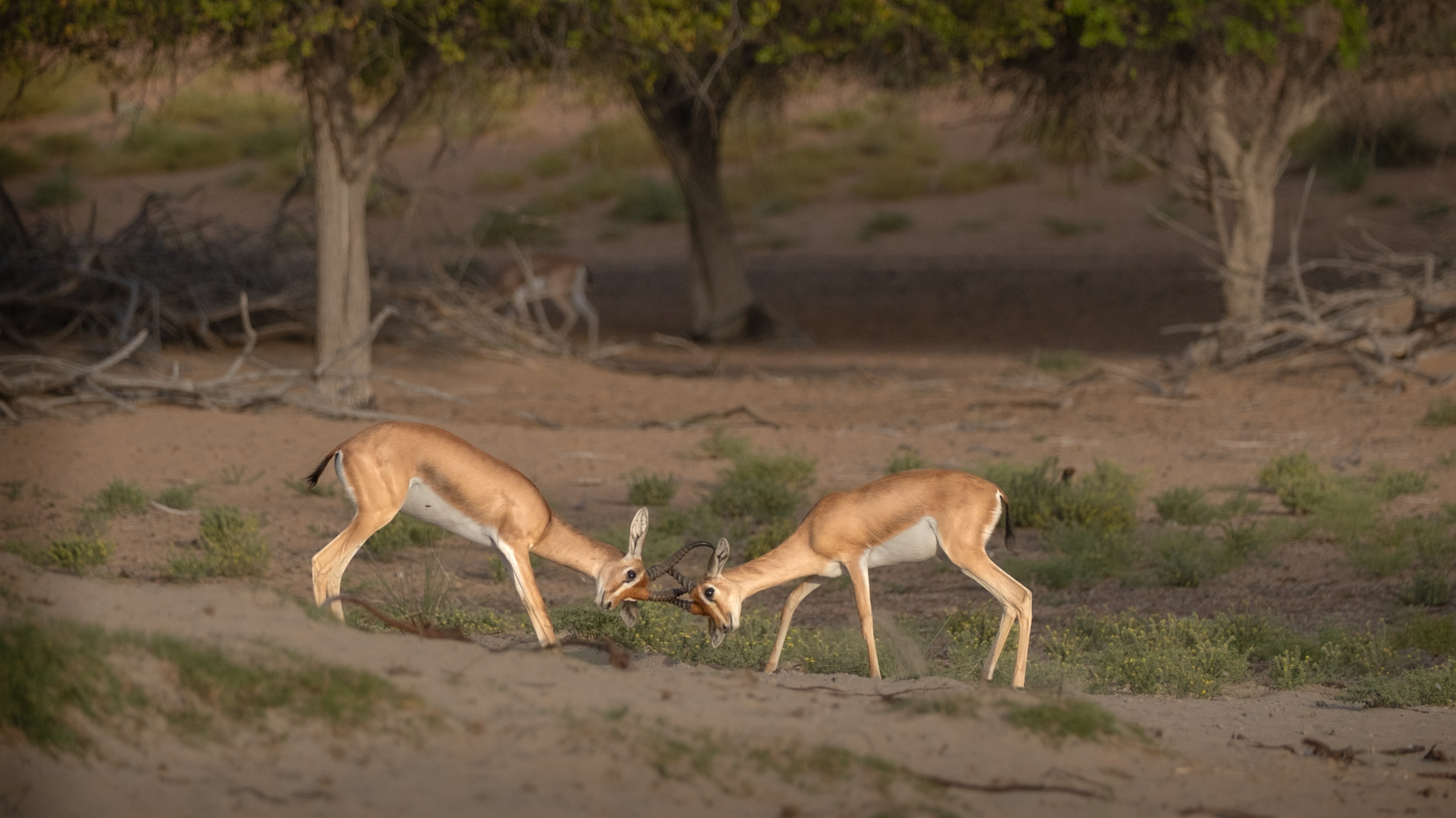
Аравійські газелі в заповіднику Дубая
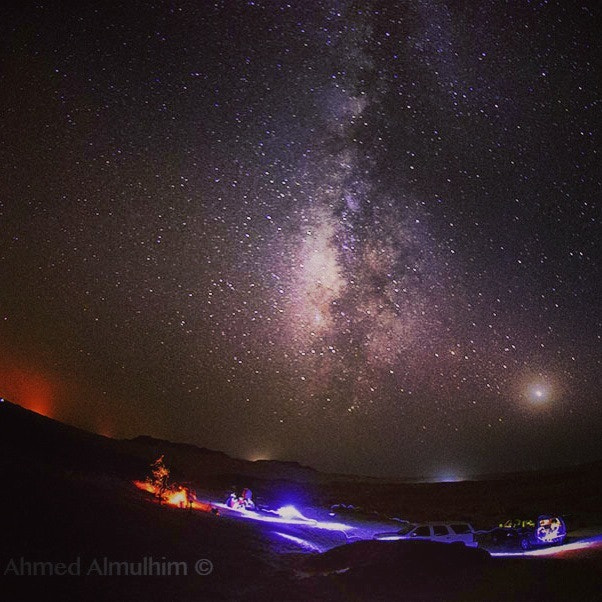
Ніч у пустелі
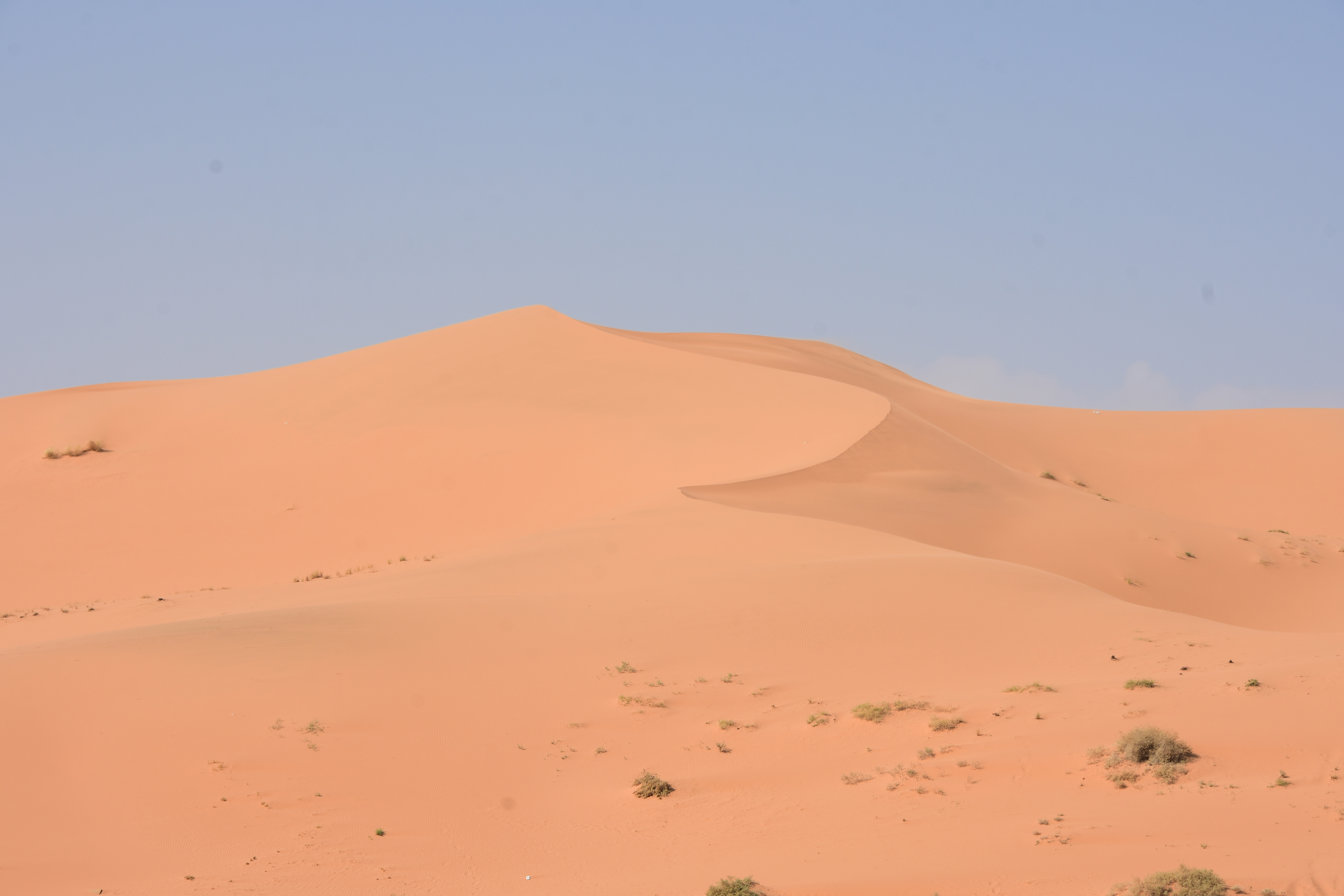
Пейзаж пустелі в регіоні Неджд
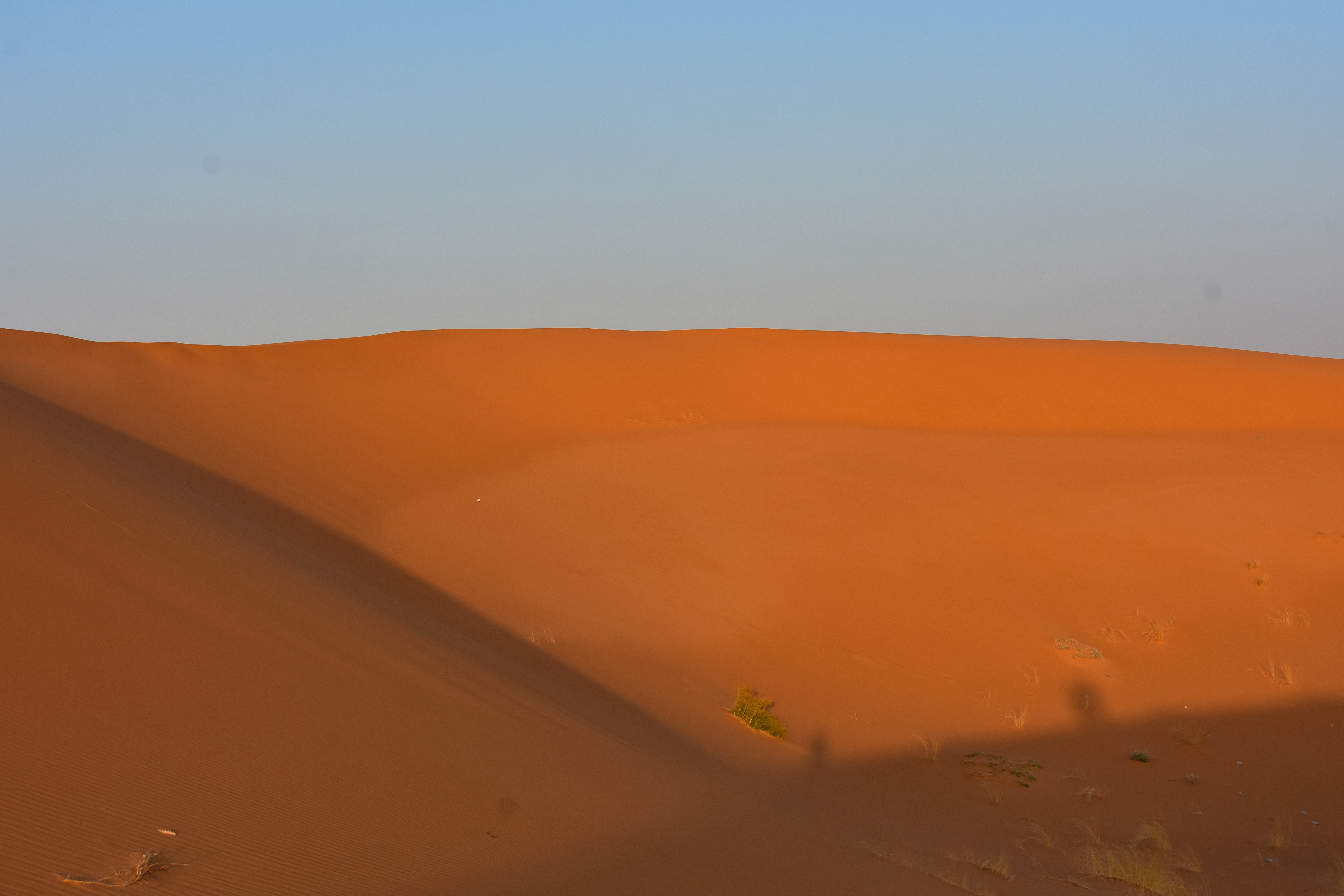
Червоні піски пустелі Дехна
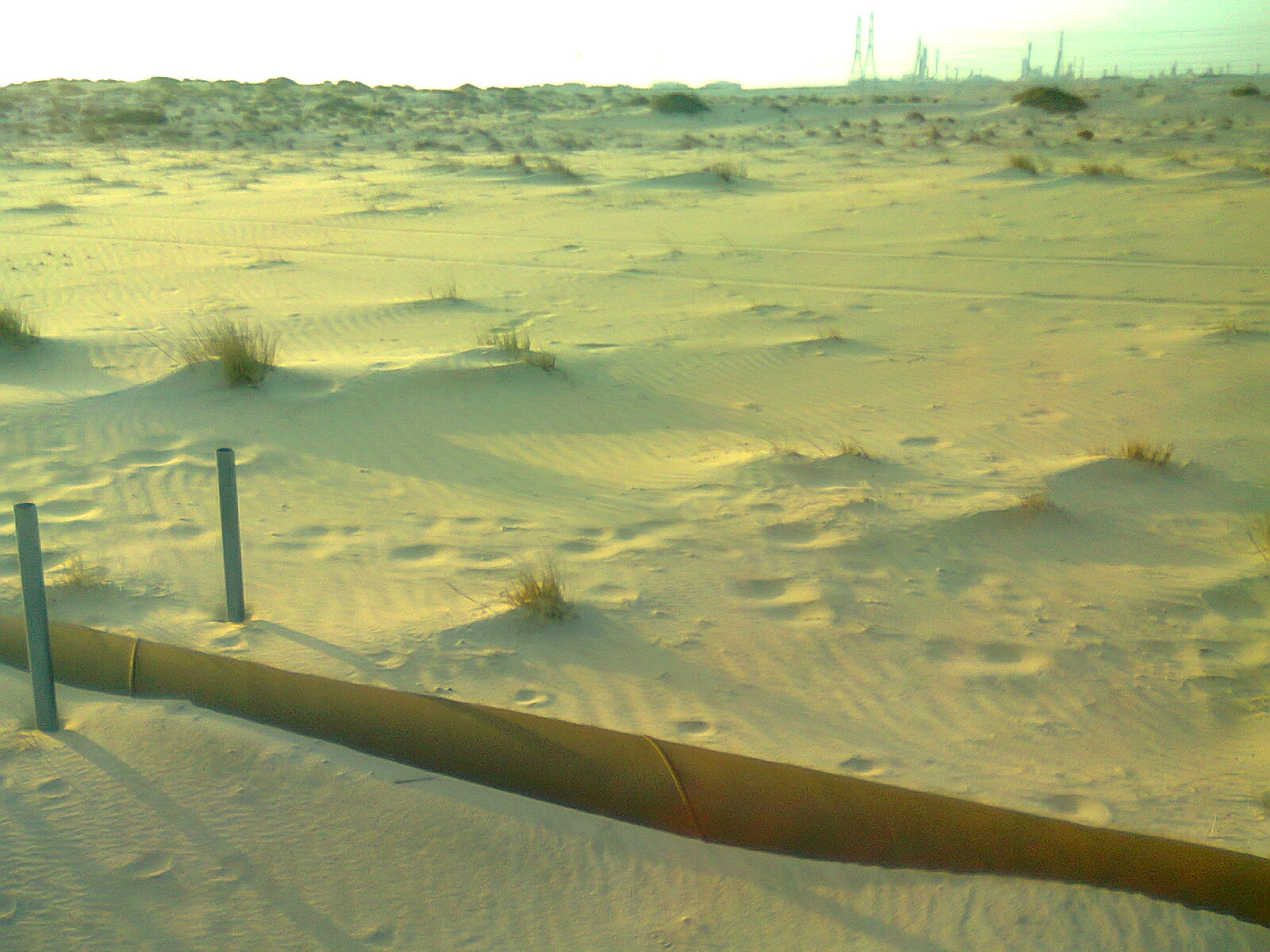
Нафтопроводи в пустелі Саудівської Аравії
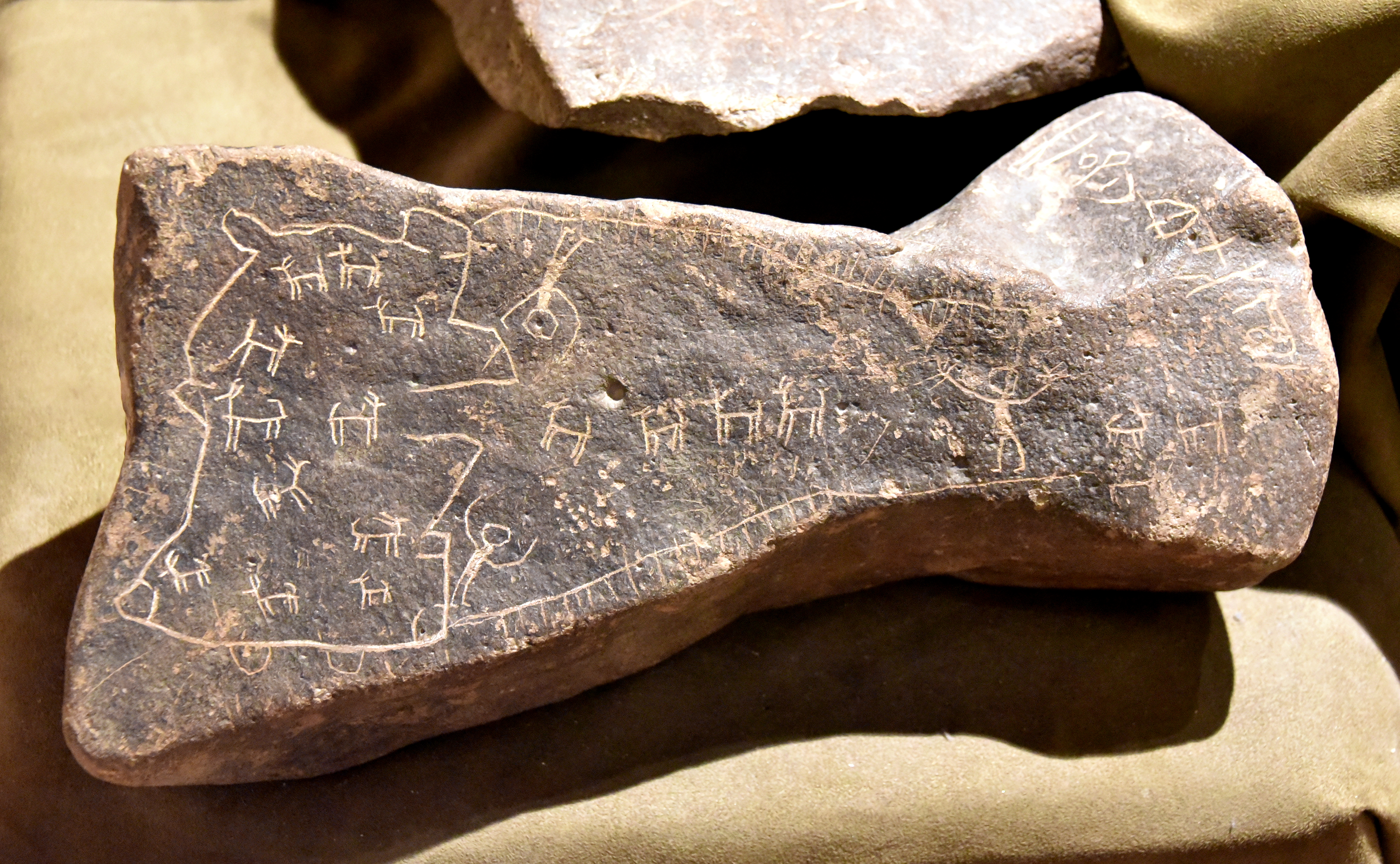
Наскельний малюнок та напис з Йорданії
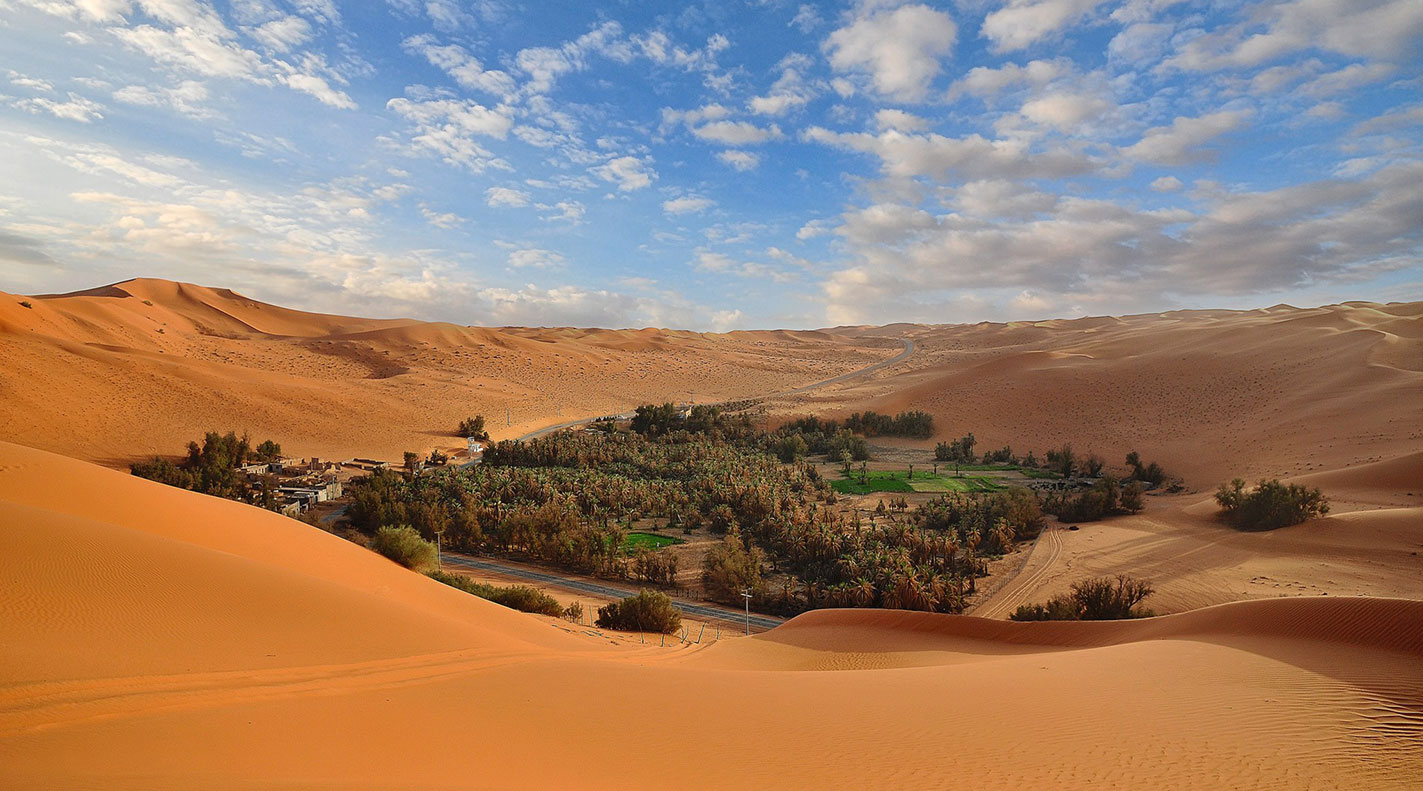
Пустеля поблизу Ер-Ріяда
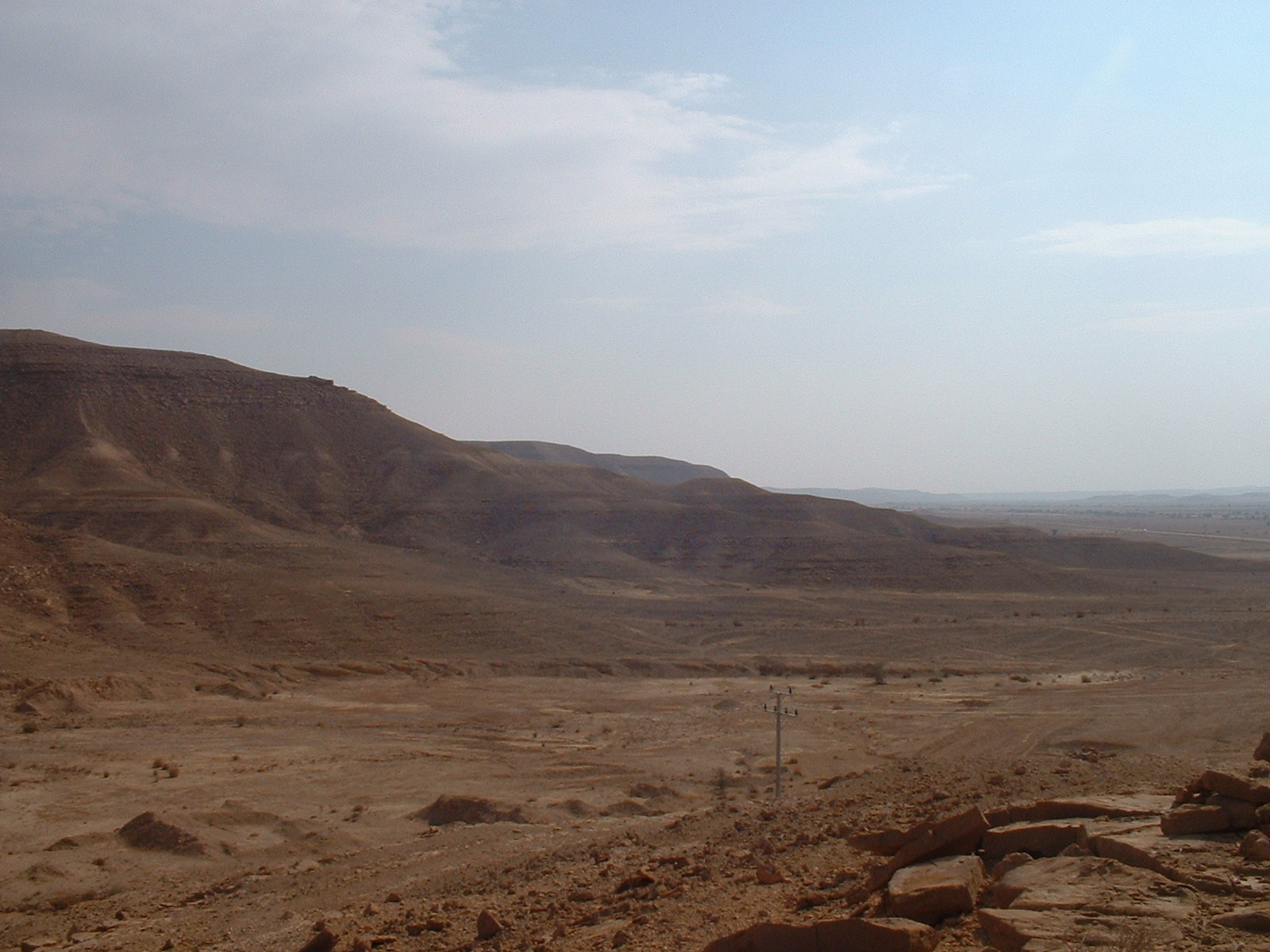
Пейзаж поблизу міста Садус, Саудівська Аравія